# 傾福さん
『傾福さん』（けいふくさん）は、irodori制作による自主制作アニメ作品。5分程度の短編アニメ。
2017年8月より監督であるたつきのTwitterで断続的に公開され、12月28日にはフル版がYouTubeにアップロードされた。同年12月29日にはコミックマーケット93でDVDが頒布されたほか、2018年2月19日にはDVDが一般発売された。2018年3月28日の午前1時から1時5分まで（27日深夜）TOKYO MXで地上波放送された。

## 評価
DVDの予約が開始すると、Amazon.co.jpのDVD売れ筋ランキングで1位を獲得。発売後もオリコンチャートでDVDアニメランキング2位、DVD総合ランキングで6位を獲得するなど自主制作アニメとしては珍しいヒットとなった。
けものフレンズ騒動の起こった後の初の作品であり、監督であるたつきへの「支援」や「お布施」として購入しているファンが多いとされている。

## 登場人物
声の出演は花守ゆみり。
少女
駅員の恰好をした少女。
マンタ
こしょこしょとしか喋らない生き物。

## スタッフ
- 監督ほか - たつき
- 作画ほか - 平安
- 美術ほか - ゆっこ